# Брзе јединице
Брзе јединице је општи назив за здружене јединице ранга бригаде, дивизије или корпуса састављене од дијелова способних за кретање брже од пјешадије. Назив је кориштен нарочито између два свјетска рата.
Ове јединице су биле намјењене за извршавање посебних задатака, па су биле углавном моторизоване и опремљене лакшим наоружањем од пјешадије. Најприје су формиране од коњичких, бициклистичких и мотоциклистичких јединица, а касније и од других, укључујући лаке оклопне, механизоване и моторизоване. 
Италијански корпус брзих јединица из 1938. је имао у свом саставу 3 брзе дивизије са коњичким, моторизованим, бициклистичким и лаким оклопних јединицама, пук артиљерије 105 мм, инжињеријски батаљон, 2 ПАВ батерије 20 мм и остале јединице за подршку.
На почетку Другог свјетског рата, Нијемци увиђају проблеме својих брзих јединица: слаба покретљивост по земљишту због великог броја точкаша и слаба ударна моћ. Због тога своје лаке дивизије након напада на Пољску преформирају у оклопне.
Двије брзе италијанске дивизије су током Другог свјетског рата биле стациониране у Југославији, углавном у близини Карловца за заштиту комуникација. Нису испуниле очекивања због мјешовитог састава и партизанског рата које су водиле јединице НОВ и ПОЈ.
Послије Другог свјетског рата неки покушаји формирања брзих јединица су настављени само у Француској.